# Edgiva z Kentu
Edgiva z Kentu († 25. srpna 968), někdy také označovaná jako Eadgifu či Ediva, byla třetí manželka anglického krále Eduarda Staršího.
Edgiva byla dcerou Sigehelma, hraběte z Kentu († 903) a za Eduarda se vdala v roce 919. Byla matkou dvou synů, kteří se stali králi – Edmunda a Edreda – a dvou dcer. Edgiva krále Eduarda přežila o mnoho let a zemřela až za vlády svého vnuka Edgara.
Zdá se, že jako královna vdova si stála lépe než její snacha. V kentské listině datované mezi roky 942 a 944 je její snacha Ælfgifu ze Shaftesbury uvedena jako králova konkubína (concubina regis). Edgiva je na této listině uvedena mnohem výše jako mater regis, po svých synech Edmundovi a Edredovi, ale před arcibiskupy a biskupy.

## Potomci
- Edmund I. – král Anglie (939–946)
- Edred – král Anglie (946–955)
- Eadgifu – manželka krále Ludovíta III. z Provence
- Edburga – jeptiška v Nunnanminstru